# Peter Hallberg (backgammonspiller)
Peter Hallberg (født 27. september 1973) dansk backgammonspiller og vinder af verdensmesterskabet i Monte Carlo i 2004. Han er desuden professionel pokerspiller og blogger om poker og backgammon på både dansk og engelsk. Han bor på Frederiksberg i København.
Peter er født i Korea og blev adopteret af danske forældre og kom til Danmark den 5. april 1974. Han har en yngre søster, Marie Berendt Hallberg, som ligeledes er adopteret fra Korea i 1977.
Backgammon blev en del af Peters liv i de tidlige år mens han læste Datalogi ved Københavns Universitet. Efter et par års spil kunne Peter spille med i de store turneringer, men resultaterne udeblev. Det var først efter, at Peter reelt havde lagt ideen om at nå de højeste tinder på hylden, at der begyndte at ske noget. I året 2004 vandt Peter således consolation til Nordic Open og derefter VM i Monte Carlo. Det resulterede samtidig i den højeste placering på Dansk Backgammon Forbunds rangliste Peter til dato har haft. 1. pladsen i Monte Carlo giver samtidig Peter en plads i Backgammon Hall of Fame
I 2007 færdiggjorde Peter sin Bachelor i Datalogi efter nogle års pause. Han begyndte derefter overbygningen, men fik aldrig gjort den færdig. Det var ved starten af 2009 at Peter for alvor tog pokeren op, og han har spillet det på fuldtid siden.

### Eksterne Henvisninger
- Peter Hallbergs personlige hjemmeside
- Peter Hallbergs pokerblog på Texaspoker.dk Arkiveret 28. september 2010 hos  Wayback Machine
- Peter Hallbergs pokerblog på Coinflip.com Arkiveret 25. oktober 2010 hos  Wayback Machine (på engelsk)